# سوملوک کامسینگ
سوملوک کامسینگ (تایلندی: สมรักษ์ คำสิงห์؛ زادهٔ ۱۶ ژانویهٔ ۱۹۷۳) بوکسور سابق و هنرپیشه اهل تایلند است.
از افتخارات وی می‌توان به کسب مدال طلا در بازی‌های المپیک تابستانی ۱۹۹۶ اشاره کرد.
از فیلم‌ها یا برنامه‌های تلویزیونی که وی در آن نقش داشته‌است می‌توان به بی‌باک اشاره کرد.